# Prostilo

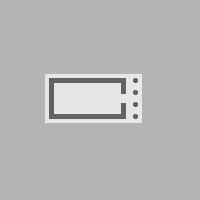
Schema planimetrico del tempio prostilo

Prostilo è un termine architettonico che designa i templi che possiedono un portico di colonne sulla facciata e che non possiedono colonne esterne sui restanti lati. Questo stile si riscontra in particolare nei templi greci, etruschi e romani.
Il numero di colonne esterne in un prostilo, in genere, non supera il numero di quattro.

## Esempi
Tra i tanti esempi si citano:
- Tempio di Antonino e Faustina nel Foro Romano a Roma,
- tempio di Cibele sul Palatino a Roma,
- tempio di Giove, Giunone e Minerva nel sito UNESCO a Dougga, Tunisia.